# جيش المثليين
جيش المثليين (بالإنجليزية: Gay Army) هو مسلسل تلفزيون الواقع كوميدي دنماركي، يدور حول تسعة رجال إسكندنافيين مثليين مثأنثين (ثلاثة من الدنمارك، ثلاثة من النرويج ثلاثة من السويد) يتم وضعهم بين يدي رقيب حفر أمريكي يضعهم في تدريبات عسكرية. تم بث المسلسل لأول مرة في كل من السويد والنرويج والدنمارك. كما تم بيع المسلسل إلى إيطاليا وألمانيا وكندا وسويسرا وبولندا، على الرغم من أن الاحتجاجات أدت إلى إلغاء البرنامج في بولندا قبل بثه.

## القصة
في كل حلقة يواجه المجندون المثليون بعثات تدريبية جديدة تضم مهام ذكورية نمطية لإعدادهم لعملية عسكرية وهمية. يتم مكافئة المتسابقين بحفلات ليلية ومكافآت أخرى إذا تم إنجاز المهام.

## الاستقبال النقدي
احتج بعض نشطاء حقوق المثليين على الافتراض النمطي للبرنامج وإعطاءه صورة نمطية عن المثليين. اجتمعت منظمة سويدية تدعى «المثليون والمثليات ومزدوجي الميول الجنسية والمتحولون جنسيا في القوات المسلحة» (وهي ترتبط بشكل غير رسمي مع القوات المسلحة السويدية) مع مدير الإنتاج لتطلب من الشبكة عدم بثها. على الرغم من هذا، كان العرض مشهورا وشائعًا جدًا لدى الجماهير. وقد تم ترشيحه لعدة جوائز تلفزيونية محلية.

## وصلات خارجية
- الموقع الرسمي
- جيش المثليين على موقع IMDb (الإنجليزية)
- جيش المثليين على موقع قاعدة بيانات الفيلم (الإنجليزية)